# Ассонов, Василий Иванович
Васи́лий Ива́нович Ассо́нов (30 декабря 1843 — 14 ноября 1918, Калуга) — популяризатор науки, калужский краевед, писатель, переводчик, друг К. Э. Циолковского. По роду деятельности податной инспектор. Был председателем Калужской архивной комиссии и почётным членом Московского архивного института.

## Биография

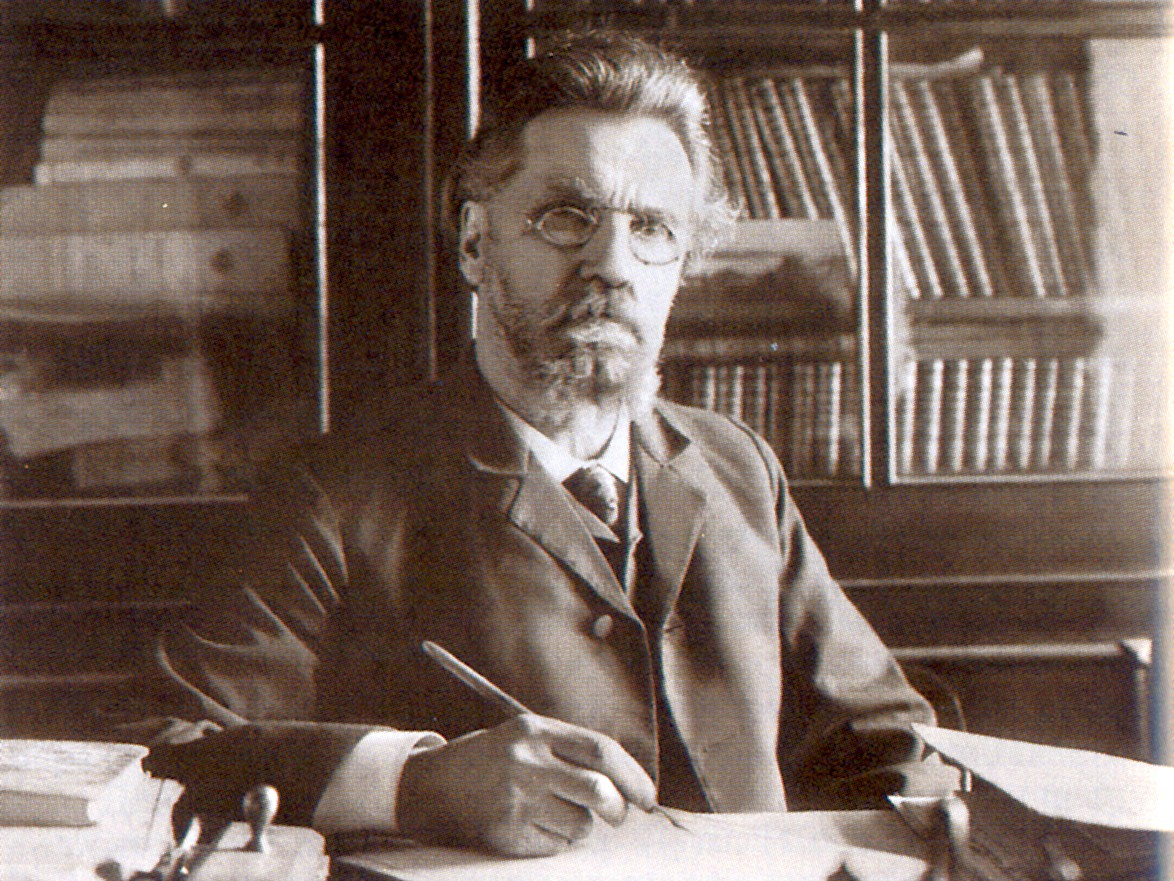
Василий Иванович Ассонов

Василий Ассонов приехал в Калугу из Финляндии. У него было несколько младших братьев и сестёр, один из братьев — Михаил Иванович Ассонов — работал учителем в городской школе в Гельсингфорсе (Хельсинки) и писал стихи.
Согласно источникам, Василий Ассонов отличался левыми взглядами, был учеником одного из идеологов народничества П. Л. Лаврова. Работая податным инспектором, был энтузиастом науки и увлечённым краеведом. В 23 года перевёл учебник механики Луи Пуансо «Основания статики» и издал свой перевод (1866). Затем увлёкся изучением биографий великих механиков: перевёл на русский язык биографию Ньютона (1869), написанную Ж.-Б. Био; биографию Галилео Галилея написал уже сам, озаглавив труд «Галилей перед судом инквизиции» (1870). Эта книга долгое время использовалась исследователями жизни итальянского учёного как ценный источник, так как в ней среди прочего содержались оригиналы документов: обвинения Галилея и его отречения. В 1871 году обе биографии были переизданы под одной обложкой. В предисловии автора говорится, что данный сборник является первым в серии: запланировано издание сборника биографий Кеплера и Коперника. Однако, эти планы, вероятно, не удалось реализовать, об этих работах Ассонова ничего не известно.
После более чем десятилетнего перерыва В. И. Ассонов вновь возвращается к творческой деятельности, но уже совсем в другой области. В середине 1880-х годов выходят его путеводители по Выборгу и его окрестностям.
С 1892 года начинается наиболее изученный этап в жизни податного инспектора В. И. Ассонова: в Калугу приезжает К. Э. Циолковский с семьёй. Василий Иванович и Константин Эдуардович сразу находят общий язык и вскоре становятся друзьями. Ассонов помогает Циолковскому издать второй том его «Аэростата», а в 1894 году убеждает ещё одного видного горожанина, А. Н. Гончарова, профинансировать издание научно-фантастического произведения Циолковского «Грёзы о небе и о земле». Книжка вышла, однако вскоре стала причиной разлада между Гончаровым с одной стороны, и Циолковским и Ассоновым с другой, так как Гончаров разочаровался в затее и стал жалеть, что связался с «пустыми фантазиями» Циолковского.
Позже, в начале XX века, Ассонов помогал Циолковскому в изготовлении макетов дирижаблей и всячески пропагандировал его работы. Его старший сын, Александр, инженер по образованию, работавший на заводе в Москве, доставал материалы: сталь, медь, латунь, свинец для изготовления моделей. Циолковскому помогал и второй сын В. И. Ассонова, Владимир, а также друг Александра Павел Каннинг и некоторые другие жители Калуги.

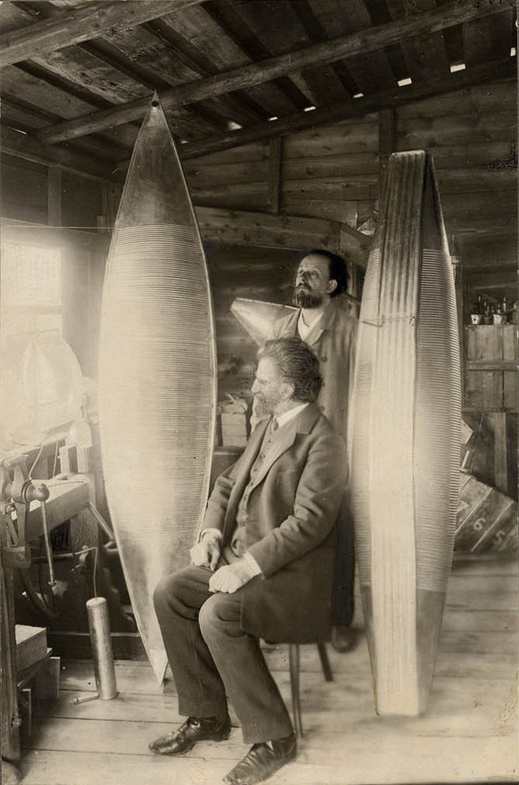
Константин Циолковский и Василий Ассонов с моделями оболочки дирижабля конструкции К. Э. Циолковского образца 1912—1913 года в мастерской учёного

Последней большой инициативой В. И. Ассонова стала работа в Калужской Архивной комиссии, в которой он был председателем. К 1910 году он разобрал городские архивы (около 2000 дел), найдя документы, относящиеся к событиям Отечественной войны 1812 года. Им был сделан доклад о роли Калуги и уездов (Калужского, Мосальского, Тарусского) в событиях войны, издано более 650 документов, среди которых письма князя Кутузова-Смоленского, графа Милорадовича, князя Волконского и других видных деятелей городскому голове Ивану Викуличу Меньшому Торубаеву и калужским общественным организациям того времени.
Ответственно относился В. И. Ассонов и к своим служебным обязанностям, издав в 1900 году руководство о взимании сборов.
После Первой русской революции, в 1907 году, согласно воспоминаниям Александра Ассонова, Василий Иванович был уволен со службы без права занятия должности «за неоосторожную речь» и бедствовал до конца жизни. Перед смертью в 1918 году Ассонову даже пришлось освободить квартиру (по мнению некоторых биографов, в этом уже была виновата новая власть, смотревшая на бывшего податного инспектора, как на представителя «паразитического класса») и переселиться в домик на улице Лаврова (бывшей Березуйской, по иронии судьбы, тогда названной в честь учителя Ассонова П. Л. Лаврова).

## Собственные работы
- Галилей перед судом инквизиции: Очерк его жизни и трудов, с прил. портр. и факс. М.: Тип. Т. Рис, 1870 г. 139 с.
- Галилей и Ньютон: Биографии. Сост. и пер. В. Ассонов. М.: Тип. Т. Рис, 1871 г. 113 с.
- Выборг и его окрестности. Спб., 1885 г.
- Иматра. Путеводитель. Описание Сайменского канала, г. Вильманстранда, оз. Саймы, гг. Нишлота, Сен-Михеля и Куопио, р. Вуоксы и водопада Иматры. Сост. В. И. Ассонов. СПб.: Типо-лит. Д. И. Шеметкина и К°, 1886 г. 51 с.
- Руководство для крестьянских обществ, волостных старшин и сельских старост по взиманию окладных сборов. Издание неофициальное. Сост. В. И. Ассонов, податной инспектор. Калуга: Тип. Губернского Правления, 1900 г. 40 с.
- Некоторые черты из жизни и деятельности православного духовенства Калужской епархии в начале 19-го века. Калуга: Губ. типо-лит., 1910 г. 25 с.
- 1812-й год в Калужской губернии. Сост. В. Ассонов. Калуга: Типо-лит. Губ. правл., 1911 г. 64 с.
- В тылу армии. Калужская губерния в 1812 году. Обзор событий и документов. Сост. В. И. Ассонов, председатель Калужской учётной архивной комиссии, почётный член Московского Архивного института. М.: Изд. П. И. Щукина, 1912 г. 166 с.
- Письма кн. Кутузова-Смоленского, гр. Милорадовича и кн. Волконского к калужскому городскому голове Ивану Викуличу Меньшому Торубаеву и к калужским купеческому и мещанскому обществам в 1812-13 годах : С портр. Торубаева. Собр. В. И. Ассонов. Калуга: Тип. Е. Г. Архангельской, 1912 г. 31 с.

## Переводы на русский язык
- Пуансо Л.. Основания статики. Сочинение Л. Пуансо, пэра Франции, Члена института и комиссии долгот, кавалера Ордена почётного легиона и проч. Перевод с X издания В. И. Ассонова. Спб.: Изд-во тов-ва «Общественная польза», Разъезжая, № 20, 1866 г. 172 с.
- Био Ж. Б. Биография Ньютона Соч. Ж. Б. Био, Члеан. Института и пр. Перевод с фр. В. И. Ассонова. М.: Тип. Т. Рис, 1869 г. 111 с.